# جون دولار
جون دولار (بالإنجليزية: John Dollar)‏ هو فنان ألعاب أمريكي، ولد في 1961.